# Ill Communication
Ill Communication è il quarto album in studio dei Beastie Boys, pubblicato nel 1994.
Co-prodotto dai membri della band insieme a Mario Caldato Jr., è uno dei dischi più stilisticamente variegati del gruppo, attingendo da hip hop, punk rock, jazz e funk, proseguendo la commistione di campionamenti e strumenti dal vivo. L'album include contributi strumentali da parte di Money Mark, Eric "Bobo" Correa e Amery "AWOL" Smith, e contributi vocali di Q-Tip e Biz Markie. Durante la registrazione dell'album, i Beastie Boys furono inoltre influenzati dall'ascolto dei dischi jazz rock On the Corner (1972) e Agharta (1975) di Miles Davis.
L'album divenne il secondo successo da primo posto in classifica per la band negli Stati Uniti e fu certificato triplo disco di platino dalla RIAA.

## Il disco
Le vendite di Ill Communication, uscito nel mese di maggio, furono trainate dal singolo Sabotage, divenuto famosissimo grazie alla geniale interpretazione dei Beastie Boys nel rispettivo video musicale, diretto da Spike Jonze, dove i membri del gruppo, buffamente camuffati in alcune scene da guardie ed in altre da ladri, inscenano avventurosi e spiritosi inseguimenti: il loro intento era chiaramente di parodiare i telefilm polizieschi tanto in voga negli anni settanta, come Starsky & Hutch. Sabotage è stata poi inserita alla posizione numero 475 della lista delle 500 migliori canzoni di tutti i tempi secondo Rolling Stone, pubblicata nel novembre 2004. La formula della canzone - pesanti riffs di chitarra elettrica accompagnati dal suono altrettanto deciso ed a tratti stridulo delle tastiere di Money Mark, pur non essendo completamente innovativa visto il precedente di Licensed to Ill, fu azzeccata e la fama acquisita con questo brano si prolungò con i singoli successivi, basati sulla commistione di campionature e parti strumentali di chitarra, contrabbasso e percussioni. Queste ultime furono usate in abbondanza anche nei brani non o parzialmente cantati che appaiono nel CD, più numerosi rispetto ai pezzi basati unicamente sui campionamenti prodotti da Hurricane e Mario C.
L'apporto di Eric Bobo si fa sentire specialmente in Sabrosa, caratterizzata da un inebriante giro di basso a combinarsi con il suono rimbombante dei bonghi, l'acidulo delle tastiere ed il preciso dello scratching, ed in Bobo on the Corner, dove il nome del musicista non appare a caso, essendo il pezzo suonato quasi per intero con le percussioni. Tra i pezzi strumentali, si possono segnalare anche Shambala e Bodhisattva Vow, dove abbondano melodie orientali ed esotiche - alla registrazione del primo dei due brani collabora anche un coro di voci tibetane a comporre il suono di sottofondo - ed Eugene's Lament, in cui il "lamento" è quello del violino di Eugene Gore. Anche Biz Markie, Q-Tip ed Amery Smith collaborarono alla produzione dell'album, seppur in maniera minore rispetto agli altri.

### Copertina
La fotografia scelta per la copertina del disco era stata scattata dal fotografo Bruce Davidson nel 1964 in un drive-in di Los Angeles chiamato "Tiny Naylor's", come parte di un servizio per Esquire, che alla fine la rivista aveva deciso di non pubblicare.
Nel retro di copertina c'è una foto nella quale si vedono tutti gli artisti che hanno collaborato all'uscita del disco.

## Accoglienza
| Recensione           | Giudizio |
| -------------------- | -------- |
| AllMusic             | [ 8 ]    |
| The A.V. Club        | A−       |
| Entertainment Weekly | B        |
| Los Angeles Times    | [ 11 ]   |
| NME                  | 8/10     |
| Pitchfork            | 8.6/10   |
| Q                    | [ 14 ]   |
| Rolling Stone        | [ 15 ]   |
| Select               | 4/5      |
| The Village Voice    | A−       |

Ill Communication ha ricevuto giudizi entusiastici dalla critica e la stampa spezializzate. Venne eletto disco dell'anno 1994 da Rumore.

## Tracce
1. Sure Shot – 3:19
2. Tough Guy – 0:57
3. B-Boys Makin' With the Freak Freak – 3:36
4. Bobo on the Corner – 1:13
5. Root Down – 3:32
6. Sabotage – 2:58
7. Get It Together – 4:05
8. Sabrosa – 3:29
9. The Update – 3:15
10. Futterman's Rule – 3:42
11. Alright Hear This – 3:06
12. Eugene's Lament – 2:12
13. Flute Loop – 1:54
14. Do It – 3:16
15. Ricky's Theme – 3:43
16. Heart Attack Man – 2:14
17. The Scoop – 3:36
18. Shambala – 3:40
19. Bodhisattva Vow – 3:08
20. Transitions – 2:31

## Formazione
- Michael Diamond - voce, batteria
- Adam Horovitz - voce, chitarra
- Adam Yauch - voce, basso e contrabbasso (in Root Down)
- Mark Nishita - tastiera
- Mario Caldato Jr. - tecnico del suono
- Dj Hurricane - campionamenti
- Eric Bobo - percussioni
- Eugene Gore - violino
- Amery Smith - batteria
- Biz Markie - voce

## Classifiche
| Classifica (2022) | Posizione massima |
| ----------------- | ----------------- |
| Grecia            | 43                |